# Alejandro Gaviria
Alejandro Gaviria Uribe, né le 25 juin 1966 à Santiago de Chili de parents colombiens originaires de Medellín, est un économiste, ingénieur civil et homme politique colombien. Il est ministre de la Santé et de la Protection sociale de 2012 à 2018 sous la présidence de Juan Manuel Santos.
En 2021, il fonde son propre mouvement Colombia Tiene Futuro. 
Du 7 août 2022 au 27 février 2023, il est ministre de l'Éducation nationale au sein du gouvernement de Gustavo Petro.